# San Francisco Peaks
Die San Francisco Peaks (auch San Francisco Mountain) sind ein vulkanischer Gebirgszug im US-Bundesstaat Arizona unmittelbar nördlich der Stadt Flagstaff und 80 km südlich des Grand Canyon. Der Hauptgebirgsstock ist der Stratovulkan San Francisco Mountain, dessen höchste Spitze der Humphreys Peak mit 3850 Metern Höhe ist. Er verleiht als „Hausberg“ von Flagstaff der Stadt eine markante Naturkulisse und ist zugleich der höchste Punkt in Arizona. Die Berge befinden sich nicht in der Nähe der Stadt San Francisco, sie wurden im 17. Jahrhundert von einer Gruppe spanischer Missionare vom Orden der Franziskaner nach ihrem Patron Franz von Assisi benannt.
In der Mythologie der Navajo sind die als Dook’o’oslííd bezeichneten San Francisco Mountains die westliche Begrenzung ihres traditionellen Territoriums. Sie wurden von den beiden Göttergestalten Áltsé hastiin, dem Ersten Mann und Áltse adzáá, der Ersten Frau geschaffen und mit einem Sonnenstrahl am Himmel befestigt. Anschließend schmückten die Götter die Berge mit Abaloneschalen, brachten die ersten Gold-Waldsänger in das Gebiet und setzten Naadálgaii ashkii, den Weißen-Mais-Jungen und Naadáltsoii at'ééd, das Gelbe-Mais-Mädchen als lokale Götter der Berge ein. Auch in der späteren Schöpfungsgeschichte der Navajo spielen die Berge eine bedeutende Rolle. Die San Francisco Mountains sind den Navajo heilig. Sie gelten als Gebet und belebt. Pläne zum Ausbau des Skigebietes in den Bergen wurden daher von den Navajo auch unter Berufung auf Schöpfungsgeschichte vor Gericht angefochten.

## Beschreibung

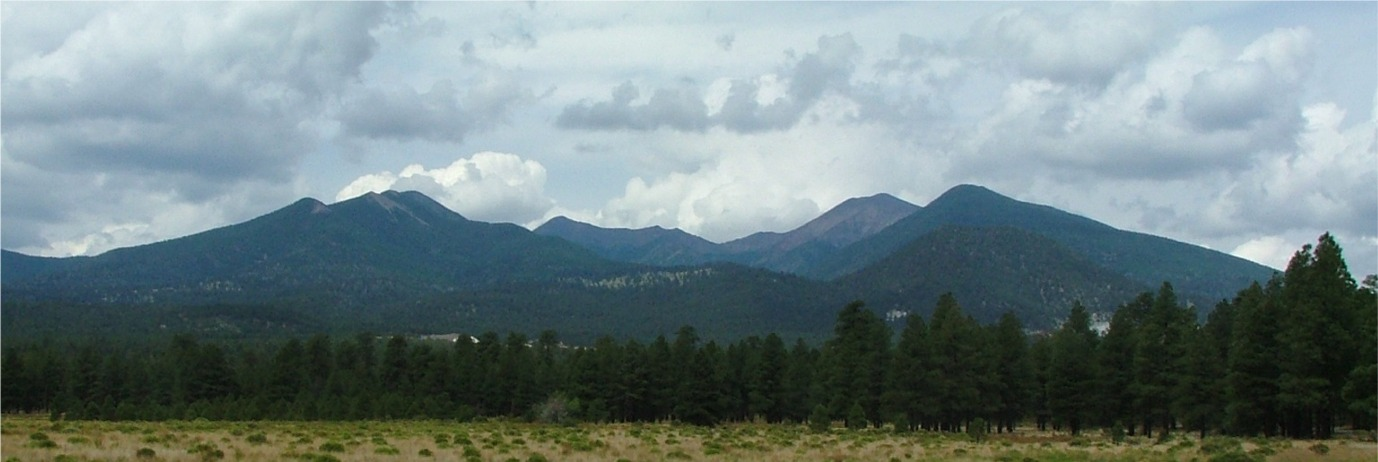
San Francisco Mountain von Osten, mit Humphreys Peak (zweiter Gipfel von rechts)

Panorama vom Humphreys Peak nach Osten / Südosten, Blick über die Caldera auf den Ostteil des San Francisco Volcanic Field

Die heutige Berggruppe ist als ein Vulkan entstanden und weist die Struktur eines sanft ansteigenden Kegels auf. Im Zentrum liegt die als Inner Basin bezeichnete Caldera, die nach Nordosten im Interior Valley aufgebrochen ist. Die individuellen Gipfel sind durch Erosion aus dem ursprünglichen Kegel entstanden.
Die Berge sind von Fichtenwäldern bedeckt und haben schneebedeckte Gipfel. Sie bieten zahlreiche Erholungsmöglichkeiten, etwa Wintersport im Skigebiet Arizona Snow Bowl auf der Westflanke, Wandern, Mountainbiking und die Beobachtung von Wildtieren. Die San Francisco Peaks liegen im Coconino National Forest, einem Nationalforst unter Verwaltung des U.S. Forest Service. Rund 75,8 km² der Berge sind seit 1984 unter den Namen Kachina Peaks Wilderness als Wilderness Area ausgewiesen, die strengste Klasse von Naturschutzgebieten in den USA. In Teilen des Wildnisgebietes herrscht Wegegebot zum Schutz der durch Erosion bedrohten Hänge.

## Geologie

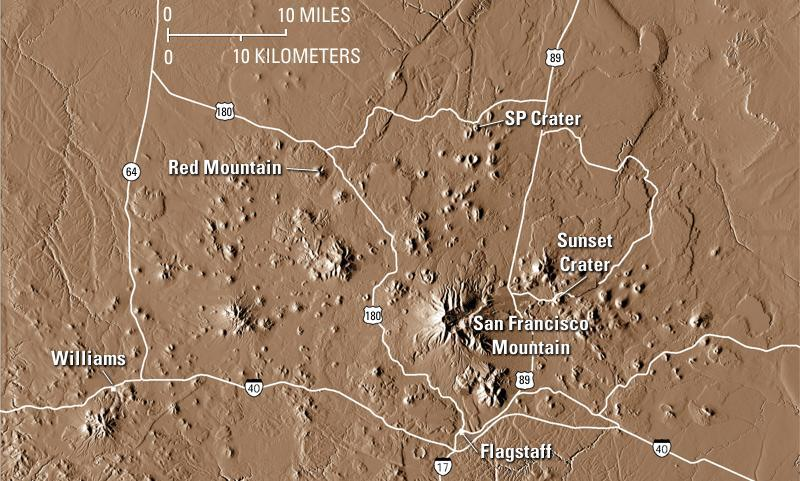
Höhenmodell der San Francisco Peaks nach Satellitenbildern

Die San Francisco Peaks gehören zum San Francisco Volcanic Field, das 4700 km² an der südlichen Grenze zum Colorado-Plateau umfasst. Das Feld enthält über 600 Vulkane, die weniger als 6 Millionen Jahre alt sind; der letzte Ausbruch liegt etwa 800 Jahre zurück. Als Erklärung für die Entstehung des Vulkanfelds wird ein geologischer Hotspot vermutet. Über ihn verschiebt sich die Nordamerikanische Platte westwärts, so dass seine Schlote scheinbar nach Osten wandern. Die älteste Spur ist der Kendrick Peak, die San Francisco Peaks sind seine größte Struktur, weiter östlich liegt der Sunset Crater, und da er immer noch aktiv ist, werden in Zukunft am Ostende – wo sich mit dem Canyon Diablo und dem Meteor Crater weitere eindrucksvolle Landschaften befinden – neue Vulkane entstehen.
Der Vulkan entstand in fünf abgrenzbaren Phasen und besteht aus einem Gesamtvolumen von etwa 110 km³. Aus der Verteilung der Lavaflüsse in der vierten und letzten großen Phase lässt sich ableiten, dass der Vulkan vor rund 430.000 Jahren eine perfekte Kegelform gehabt haben muss. Trotz der aus dem Vulkankegel durch Erosion herausgearbeiteten markanten Gipfel wird angenommen, dass nur rund 7 % des Gesteinsvolumens abgetragen wurden. Sie sind großteils in neun Schuttfächern rund um den Gebirgszug abgelagert. Die steilen Hänge im Inner Basin und dem Interior Valley sind durch die erosive Wirkung von Gletschern entstanden. Davon unbeeinflusst waren die extrem harten Überreste des Schlots, die als Core Ridge im Südwesten der Caldera aufragen.
Die meisten Berge des San-Francisco-Vulkanfeldes sind aus basaltischem Magma, dem Magma mit der niedrigsten Viskosität, aufgebaut. Der San Francisco Mountain besteht allerdings aus Andesit-Lava mit mittlerer Viskosität und ähnelt mit seinen sanft abfallenden Hängen dem Mount Rainier oder dem Fuji. Er entstand vor ca. 0,4 – 1 Mio. Jahren. Die Gegend ist auch reich an Lavadomen, die aus silikatreichem Rhyolithmagma bestehen und aufgrund ihrer relativ hohen Viskosität steil herausragende geologische Strukturen bilden. Ein klassisches Beispiel für einen solchen Lavadom ist Elden Mountain am Stadtrand von Flagstaff. Auf Luftaufnahmen leicht erkennbar sind die Reste der alten Lavaströme und die tektonischen Bruchlinien (Mesa Butte Fault und Doney Fault).